# Sistallo
Sistallo (llamada oficialmente San Xoán de Sistallo) es una parroquia española del municipio de Cospeito, en la provincia de Lugo, Galicia.

## Organización territorial
La parroquia está formada por dieciséis entidades de población, constando diez de ellas en el nomenclátor del Instituto Nacional de Estadística español:
- A Cal
- A Pedreira
- A Rega
- Arco (O Arco de Riba)
- Barreiro (O Barreiro)
- Cochín
- Cotarón (O Cotarón)
- Espiñeira (A Espiñeira)
- Feira do Monte (A Feira do Monte)
- Fonterrega
- O Arco de Baixo
- Palacio (O Palacio)
- Ribeiroa
- San Paio
- Sistallo
- Xunto da Igrexa

## Demografía
| Gráfica de evolución demográfica de Sistallo entre 2000 y 2019 |
|                                                                |
| Datos según el nomenclátor publicado por el INE.               |